# Coleraine
Pour les articles homonymes, voir Coleraine (homonymie).
Coleraine (en irlandais : Cúil Raithin) est une ville du Royaume-Uni située en Irlande du Nord, dans le comté de Londonderry.
Coleraine est située à l’embouchure de la Bann, à 90 km au nord-ouest de Belfast et à 50 km à l'est de Derry.

## Population et qualité de vie
Coleraine comptait 24 560 habitants en 2021, avec environ 5 000 étudiants de l'université d'Ulster. Son campus (1,2 km2), ouvert en 1968, a également apporté un espace théâtral à la ville sous la forme du Riverside Theatre (depuis 1976). 
Sur le plan de la qualité de vie, Coleraine est une des villes les plus attractives d’Irlande du Nord. La côte au nord de la ville est l’endroit où les prix du terrain sont les plus élevés, rejoignant ceux des quartiers sud de Belfast. Selon une enquête récente de l'université d'Ulster, le borough de Causeway Coast and Glens affiche désormais le deuxième prix moyen de l'immobilier le plus élevé du pays. La ville est plutôt calme, les principales activités nocturnes (pubs, club, etc.) se trouvent dans les villes côtières de Portrush et Portstewart.
Cependant, l'Irlande du Nord est la nation constitutive la moins riche du Royaume-Uni, Coleraine se situant dans la deuxième zone municipale concernée par des difficultés économiques (fermeture de magasins, délocalisation des productions du Cheddar et du Whiskey de Coleraine...).

## Géographie
On trouve à proximité des paysages et des monuments à très fort pouvoir d’attraction comme la Chaussée des Géants, le château de Dunluce ou les Glens d'Antrim.
Le dernier pont sur la Bann est situé à Colerain.

## Histoire
C’est à proximité de la ville, à MountSandel Fort, que l’on a trouvé l'un des premiers établissements humains d’Irlande avec des outils en silex, datant d'entre 7 600 et 7 900 ans av. J.-C.. Le souterrain de Dunalis, à l'ouest de Coleraine, découvert et fouillé en 1934, se compose de quatre chambres dont une comporte une inscription Ogham, l'une des sept connues en Irlande du Nord.
La Vie tripartite de saint Patrick (du IXe siècle) relate l'origine du nom de la ville. D'après ce texte, lorsque Patrick arriva dans la région, il fut reçu avec beaucoup d'honneur et d'hospitalité par le chef local, Nadslua, qui lui offrit un terrain pour y construire une église. L'endroit, envahi par des fougères que des garçons brûlaient pour s'amuser, se trouvait près de la rivière Bann. Cet incident a valu à la région le nom de Cúil Raithin (« coin de fougères »), qui a ensuite été anglicisé en Coulrath, Colrain, Colerain et Coleraine. John Colgan l'a traduit en latin par Secessus Filicis (« fougeraie isolée »).
Entre 1689 et 1691, lors de la guerre des Williamites (dite aussi des Deux Rois), Coleraine était un centre de résistance protestante au règne de Jacques II. L'armée irlandaise de Richard Hamilton a tenté de s'emparer de la ville, mais a été repoussée. Les protestants ont été contraints de se retirés à Derry. Les Williamites contrôlèrent Coleraine jusqu'à la fin de la guerre.
Grâce à une certaine industrialisation, à l'expansion du port fluvial et au développement du chemin de fer, la ville s'est développée tout au long du XIXe siècle. La population a doublé en raison d'un certain nombre de facteurs : développement industriel majeur sur de vastes sites suburbains, y compris une importante distillerie produisant le Coleraine Whiskey ; expansion du commerce ; et développement d'installations sportives et récréatives.
La population de la ville a augmenté de manière significative après la Seconde Guerre mondiale. En 1968, la New University of Ulster a ouvert ses portes dans la ville (plus tard, le terme « New » a été supprimé du nom) et est devenue un employeur important. L'université a également attiré des étudiants étrangers dans la région.
Pendant le conflit nord-irlandais (The Troubles), 11 personnes au total ont été tuées à Coleraine ou dans ses environs entre 1973 et 1992. L'hôtel de ville a dû subir d'importants travaux structurels et n'a rouvert ses portes qu'en août 1995.

## Cultes
L'église principale de la ville, la St. Patrick's Church (Église d'Irlande), remodelée dans les années 1880, est nommée en référence à l'implantation d'une première église par le saint patron de l'Irlande, à l'origine du nom de la ville. 
Des autres églises importantes sont catholiques, Saint-Malachie et Saint-Jean-l'Évangéliste, dont la paroisse existe depuis 1248, date à laquelle l'église d'origine a été construite sur le site où se trouve aujourd'hui l'église paroissiale de l'Église d'Irlande. À 4 km au sud-ouest de Coleraine, les cisterciens avaient fondées en 1218 l'abbaye de Macosquin, dissoute au début du XVIIe siècle. 
Les presbytériens, les méthodistes, les baptistes, les pentecôtistes et les adventiste du septième jour ont aussi leurs lieux de culte.

## Jumelages
La Roche-sur-Yon (France) depuis 1980.

## Personnalités
- Isaac Todd (v. 1742-1819), homme d'affaire et marchand, à travaillé avec James McGill, né à Coleraine.
- Hugh Thomson (1860-1920), illustrateur et peintre, né à Coleraine.
- Rhona Adair (1878-1961), golfeuse, y est décédée.
- Patrick McGilligan (1889-1979), homme politique et ministre, né à Coleraine.
- Bertie Peacock (1928-2004), footballeur et entraîneur, né à Coleraine.
- Harry Gregg (1932-2020), gardien de but à Manchester United et en équipe d'Irlande du Nord, décédé à Coleraine.
- Steve Lomas (né en 1974), footballeur international nord-irlandais, y a vécu enfant.

## Galerie

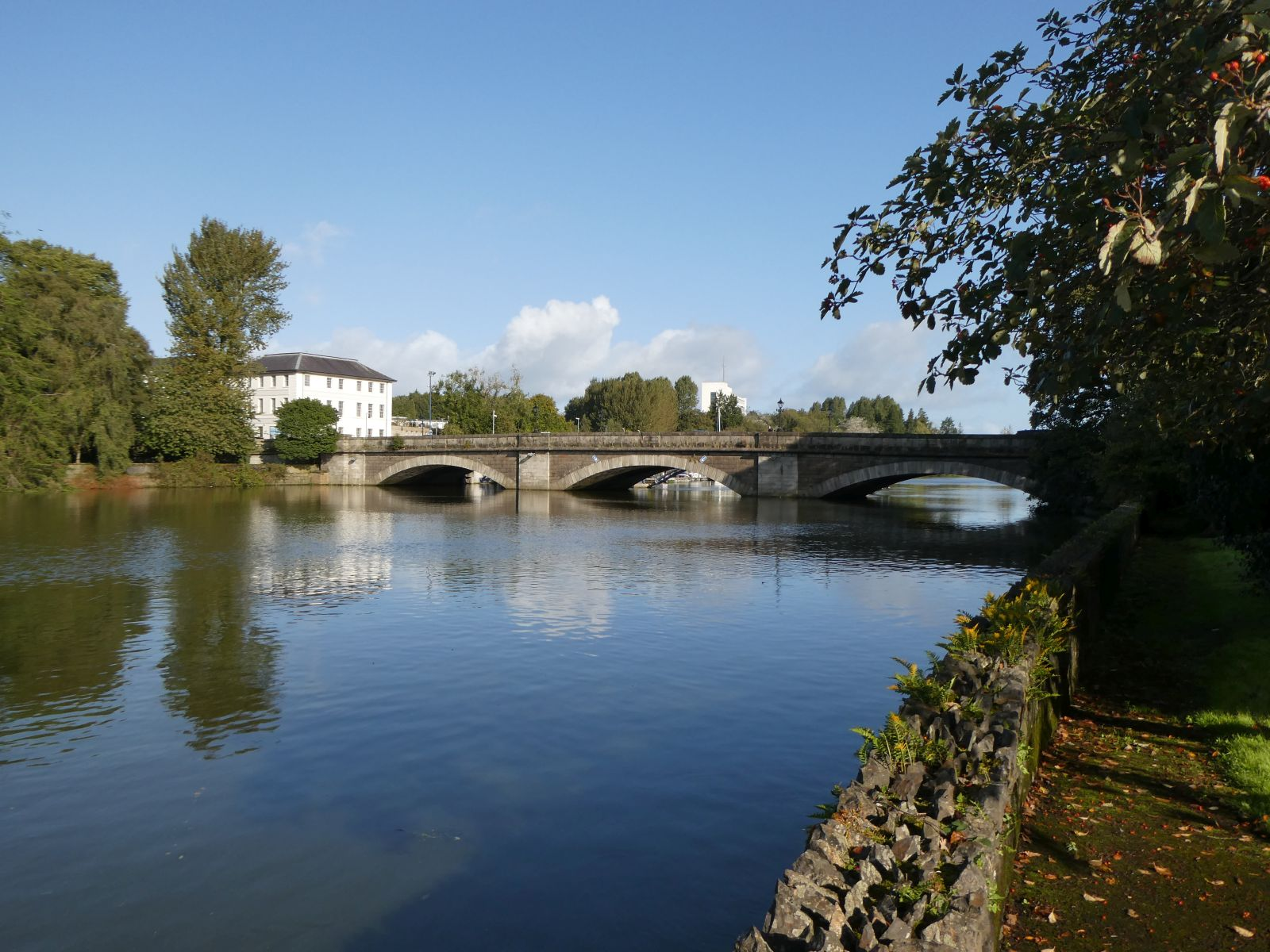
Pont de Coleraine sur la Bann, construit en 1844.
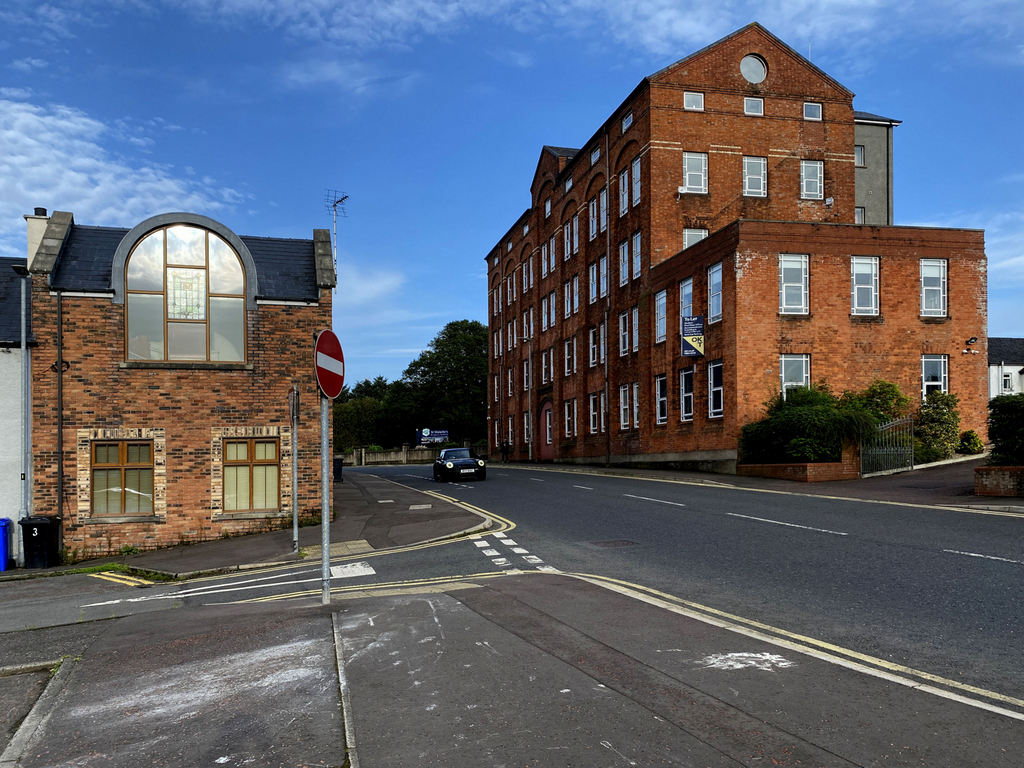
Beresford Road.
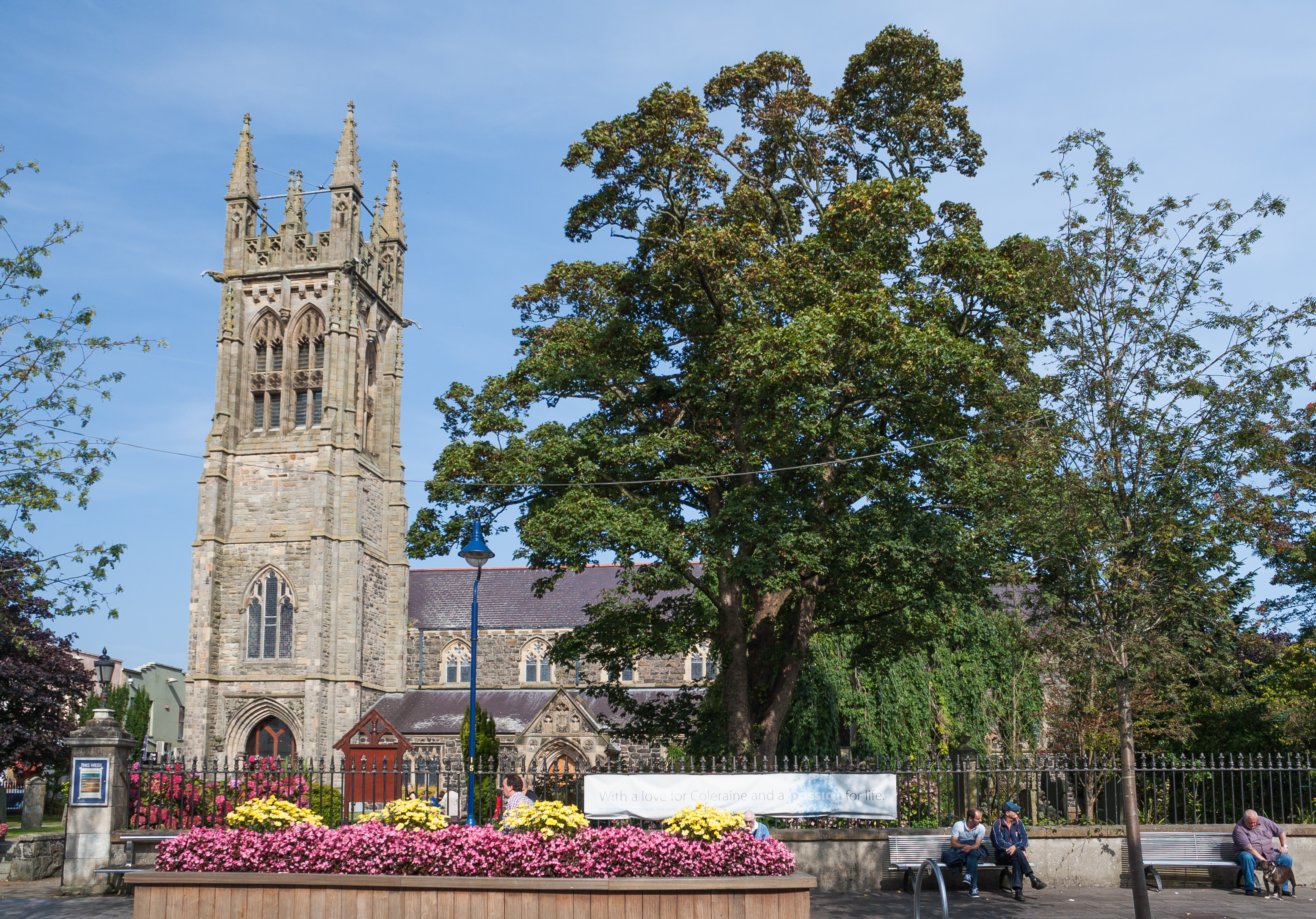
St. Patrick's Church (Église d'Irlande).
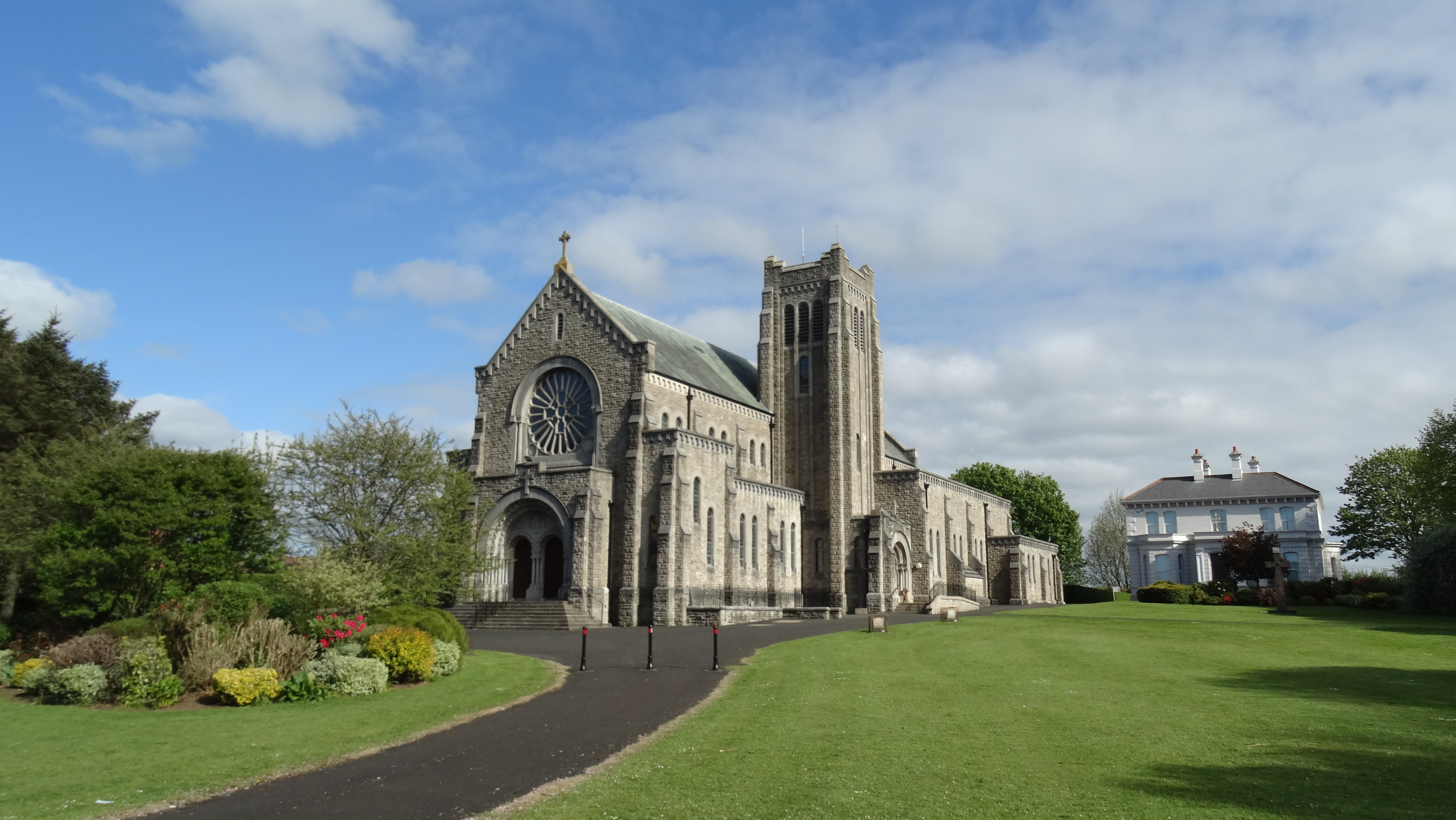
L'église Saint-Malachie (Église catholique).
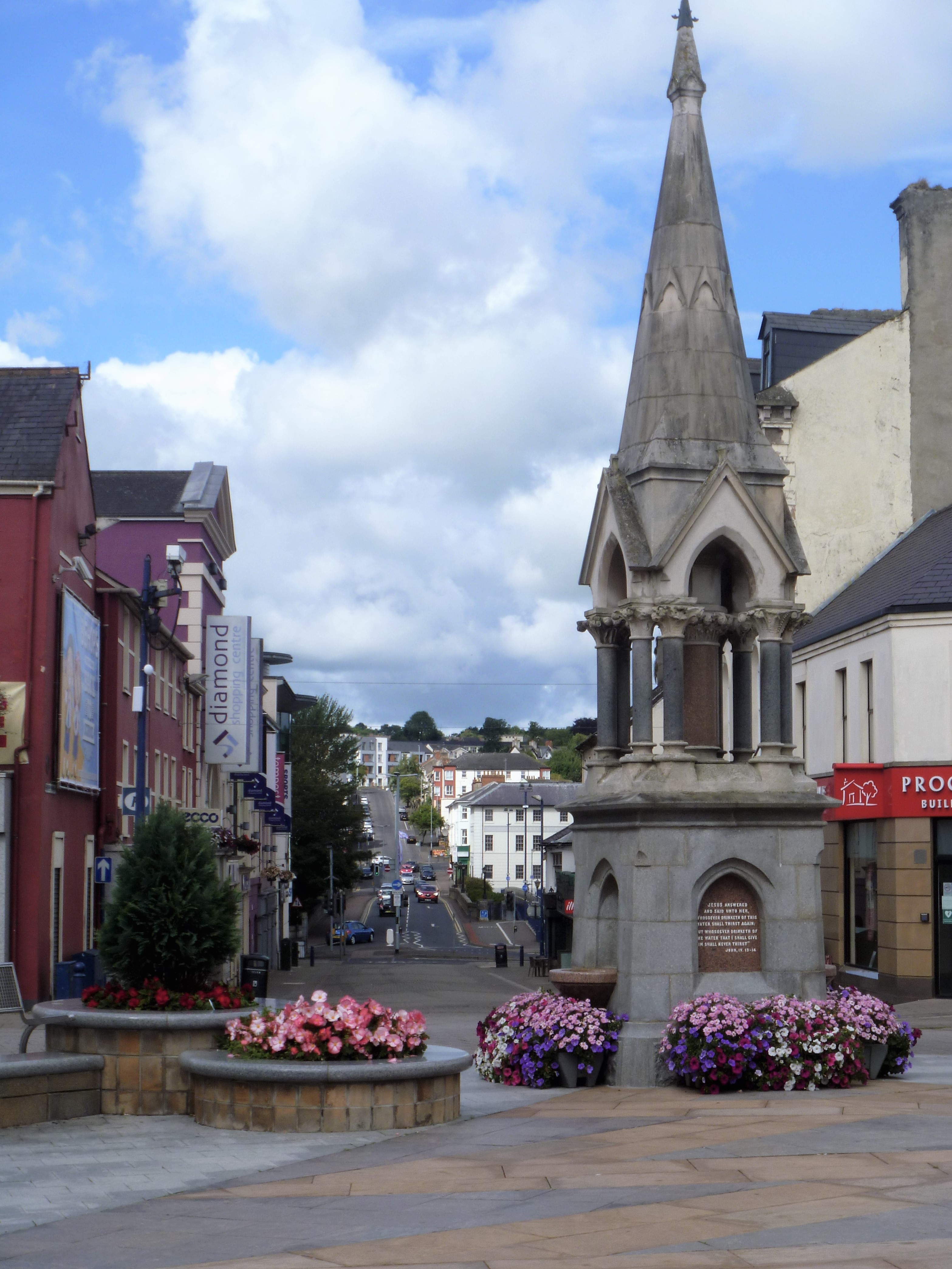
La fontaine Alexander Orr (XIXe siècle) et Bridge Street.